# 박현범
박현범 (朴玹範, 1987년 5월 7일 ~ )은 대한민국의 전 축구 선수로서 현역 시절 포지션은 미드필더였다. 현재 U리그의 호남대학교 축구부 코치로 재직중이다.

## 선수 생활

### 유스 경력
광주광역시에서 태어나 월곡초등학교를 졸업하고 북성중학교, 금호고등학교를 거쳐 연세대학교에서 2년간 활약했다.

### 클럽 경력

#### 수원 삼성 블루윙즈
2008 K리그 드래프트에서 수원 삼성 블루윙즈의 1순위 지명을 받아 프로 세계에 발을 디뎠지만, 시즌 직전 빗셀 고베로 이적한 김남일의 공백을 메울 수 있을지 많은 팬은 의문을 가졌다. 그러나 이를 비웃기라도 하듯 3월 16일 탄천에서 펼쳐진 리그 2라운드 성남전에서 예상을 깨고 선발 출전하여 리그 데뷔전을 치르고, 3일 뒤 홈에서 열린 제주와의 리그컵 경기에선 전반 29분 프로 데뷔골이자 선취 득점에 성공해 팀의 대승에 일조했다. 이후 팀에서 든든한 중원의 버팀목이 되었고 4년 만의 리그 우승에 크게 이바지했으나, 5월 5일 전북 전에서 인대 파열을 당해 약 3개월간 출전을 못 하게 된 것이 아킬레스 끈이 되어 신인상 수상은 놓쳤다.
2011년 7월 19일, 1년 반에 수원 삼성 블루윙즈로 이적하였다.

#### 제주 유나이티드
2009년 12월, 팀 동료 배기종과 함께 제주 유나이티드로 이적하였다. 이적 후 2010 K리그에서 개막전 전북과의 경기에서 동점골을 터뜨리고 4라운드 대전과의 경기에서도 골을 터뜨리는 등 좋은 활약을 보이던 중 발가락 골절상으로 전치 2개월 진단을 받았다.

#### 촌부리 FC
2018년을 소속팀이 없던 무적 생활로 보내던 박현범은 2019시즌을 앞두고 타이 리그1 소속의 촌부리 FC에 입단했다.
그 후, 2019시즌 종료 후 은퇴하였고, 2022년에 당진시민축구단의 필드 코치로 부임했다.

### 국가대표 경력
2009년 3월 28일 이라크와의 친선경기에서 A매치에 데뷔하였다.

## 기록

### 클럽
- 2015년 11월 24일 기준

| 클럽               | 시즌 | 리그 | 리그 | 국내 컵 | 국내 컵 | 리그 컵 | 리그 컵 | 대륙 대회 | 대륙 대회 | 합계 | 합계 |
| 클럽               | 시즌 | 출장 | 득점 | 출장    | 득점    | 출장    | 득점    | 출장      | 득점      | 출장 | 득점 |
| ------------------ | ---- | ---- | ---- | ------- | ------- | ------- | ------- | --------- | --------- | ---- | ---- |
| 수원 삼성 블루윙즈 | 2008 | 11   | 1    | 0       | 0       | 7       | 1       | -         | -         | 18   | 2    |
| 수원 삼성 블루윙즈 | 2009 | 12   | 1    | 2       | 0       | 2       | 0       | 5         | 1         | 21   | 1    |
| 제주 유나이티드    | 2010 | 22   | 3    | 3       | 0       | 4       | 0       | -         | -         | 29   | 3    |
| 제주 유나이티드    | 2011 | 18   | 6    | 2       | 1       | 0       | 0       | 6         | 1         | 26   | 8    |
| 수원 삼성 블루윙즈 | 2011 | 13   | 0    | 3       | 1       | 0       | 0       | 4         | 1         | 20   | 2    |
| 수원 삼성 블루윙즈 | 2012 | 38   | 4    | 3       | 1       | -       | -       | -         | -         | 41   | 5    |
| 수원 삼성 블루윙즈 | 2013 | 14   | 0    | 1       | 0       | -       | -       | 3         | 0         | 18   | 0    |
| 안산 경찰청        | 2014 | 21   | 0    | 0       | 0       | -       | -       | -         | -         | 21   | 0    |
| 안산 경찰청        | 2015 | 19   | 0    | 2       | 0       | -       | -       | -         | -         | 21   | 0    |
| 수원 삼성 블루윙즈 | 2015 | 1    | 0    | 0       | 0       | -       | -       | 0         | 0         | 1    | 0    |
| 통산               | 통산 | 169  | 15   | 16      | 3       | 13      | 1       | 18        | 3         | 216  | 22   |

### 국가대표 A매치 출장 기록
- 2015년 11월 24일 기준

| 순번 | 날짜       | 장소 | 상대   | 결과   | 득점 | 경고 | 퇴장 |
| ---- | ---------- | ---- | ------ | ------ | ---- | ---- | ---- |
| 1    | 2009.03.28 | 수원 | 이라크 | 2:1 승 | 0    | -    | -    |
| 2    | 2012.05.30 | 베른 | 스페인 | 1:4 패 | 0    | -    | -    |

## 수상

### 클럽
수원 삼성 블루윙즈
- 삼성 하우젠 K-리그 2008 우승
- 삼성 하우젠컵 2008 우승
- 2009 하나은행 FA CUP 우승